# بذار بسوزه
بذار بسوزه (به انگلیسی: Let Her Burn) نخستین آلبوم استودیویی از خوانندهٔ آمریکایی ربکا بلک می‌باشد که در ۹ فوریهٔ سال ۲۰۲۳ به‌صورت مؤلف منتشر گردید.